# Pseudophilautus tanu
Espèce
Synonymes
- Philautus tanu Meegaskumbura, Manamendra-Arachchi & Pethiyagoda, 2009

Statut de conservation UICN

 EN B2ab(iii) : En danger
Pseudophilautus tanu est une espèce d'amphibiens de la famille des Rhacophoridae.

## Répartition
Cette espèce est endémique du Sri Lanka. Elle se rencontre dans le district de Galle dans la province du Sud.

## Description
Pseudophilautus tanu mesure entre 13 et 14 mm. Son dos est brun pâle avec plusieurs bandes longitudinales brun foncé. Ses flancs sont jaune pâle ou blancs dans leur partie inférieure. Son ventre est brun pigmenté de brun.

## Étymologie
Son nom d'espèce, du cingalais tanu, « svelte, élancé », lui a été donné en référence à son apparence.

## Publication originale
- Meegaskumbura, Manamendra-Arachchi & Pethiyagoda, 2009 : Two new species of shrub frogs (Rhacophoridae: Philautus) from the lowlands of Sri Lanka. Zootaxa, no 2122, p. 51-68 (texte intégral).